# Tatjana Vesjkoerova
Tatjana Vesjkoerova (Russisch: Татьяна Леонидовна Вешкурова) (Perm, 23 september 1981) is een atleet uit Rusland.
In 2006 won Vesjkoerova een gouden medaille op de Europese kampioenschappen atletiek 2006.
In 2008 liep Vesjkoerova op de Olympische Zomerspelen van Peking de 4x400 meter estafette. De behaalde zilveren medaille moest Vesjkoerova inleveren na positieve dopingtest van twee ploeggenoten.
- World Athletics: 14299702